# Werner Schwarze (résistant)
Pour les articles homonymes, voir Werner Schwarz.
Werner Schwarze (1907 - 1975) est un résistant communiste allemand, ayant combattu dans les Brigades internationales, puis dans la Résistance française.

## Biographie
Né le 24 février 1907 à Dresde, Werner Schwarze vient d'une famille ouvrière allemande. Après avoir fait des études commerciales, il devient comptable. Il rejoint le mouvement des Jeunes Travailleurs socialistes en 1921, puis le parti communiste d'Allemagne en 1929. En 1933, à la suite de l'arrivée au pouvoir des nazis et l'interdiction de son parti, il émigre en Tchécoslovaquie, à la fois pour éviter les persécutions, et pour continuer de résister. Durant la guerre civile Espagnole, il rejoint les Brigades internationales, pour lesquelles il combat de 1936 à 1938, dans les milices du POUM. Dans le même temps, sa première femme est assassinée par la Gestapo, et sa famille envoyée à Auschwitz-Birkenau, d'où elle ne reviendra pas. Entre 1939 et 1940, Werner Schwarze travaille pour la direction générale du parti communiste en Belgique. Après être parti en France, il est arrêté par la police en 1941, avec la mise en place du régime de Vichy.
À partir de là, les sources divergent : il aurait pu être enfermé à la prison de Castres, dont il s'échappe le 16 septembre 1943, au cours d'une évasion massive, avant de rejoindre la Résistance intérieure à Toulouse. Une seconde version veut qu'il est lui-même organisé et coordonné cette évasion, depuis sa résidence de Toulouse. Il aurait réuni 20 000 francs auprès d'un chef d'entreprise lyonnais, qui sera par ailleurs exécuté ultérieurement par les nazis. L'évasion se fait après avoir maitrisé un gardien, et grâce à la coopération de plusieurs habitants de Castres. Dans tous les cas, il poursuit ses actions de résistance depuis Toulouse, puis participe à la Libération. Formé au parachutage par l'OSS, il est envoyé rejoindre les derniers combats en Allemagne. Après un court séjour en Suisse, il travaille quelque peu avec le mouvement Allemagne libre.
De retour en Allemagne, il est élu conseiller régional du parti communiste de Saxe le 13 juin 1945, et dirige le département exécutif jusqu'en 1946. En Allemagne de l'Est, il membre du comité de la fusion forcée du SPD avec le KPD, qui donne naissance au parti socialiste unifié d'Allemagne, en avril 1946. Il est ensuite chef de département pour la régie régional de ce nouveau parti en Saxe, poste qu'il occupe jusqu'en 1949, date à laquelle il entre en conflit avec la direction du parti. Relégué à un second plan, il se tourne vers d'autres fonctions, et devient directeur général d'une société d'État agricole à Dresde, entre 1949 et 1950. Le 8 décembre 1950, il est nommé à la direction de l'association d'entraide paysanne, et reste aussi secrétaire de cette organisation jusqu'en 1953. À partir de là, et durant deux ans, il est chef de l'inspection commerciale à Berlin-Est. En 1955, il devient ainsi chef d'équipe à la direction de la société pour le sport et la technologie de RDA. En 1968, il se retire, et décède finalement dans le district de Treptow, à Berlin, le 3 juillet 1975.

## Distinctions
- Médaille Hans-Beimler (1956)
- Ordre du Mérite patriotique :
  - Bronze (1957)
  - Argent (1967)
  - Or (après 1970)